# Harim (dystrykt)
Harim – jedna z 5 jednostek administracyjnych drugiego rzędu (dystrykt) muhafazy Idlib w Syrii.
W 2004 roku dystrykt zamieszkiwało 175 482 osób.
Dystrykt jest dodatkowo podzielony na sześć poddystryktów:
- Armanaz
- Kurkanja
- Kafr Tacharim
- Salkin
- Ad-Dana
- Harim